# Emilian Cioran
Emilian Cioran (n. 30 octombrie 1884, Rășinari - 18 decembrie 1957) a fost un deputat în Marea Adunare Națională de la Alba Iulia, organismul legislativ reprezentativ al „tuturor românilor din Transilvania, Banat și Țara Ungurească”, cel care a adoptat hotărârea privind Unirea Transilvaniei cu România, la 1 decembrie 1918.:p. 77

## Activitatea politică

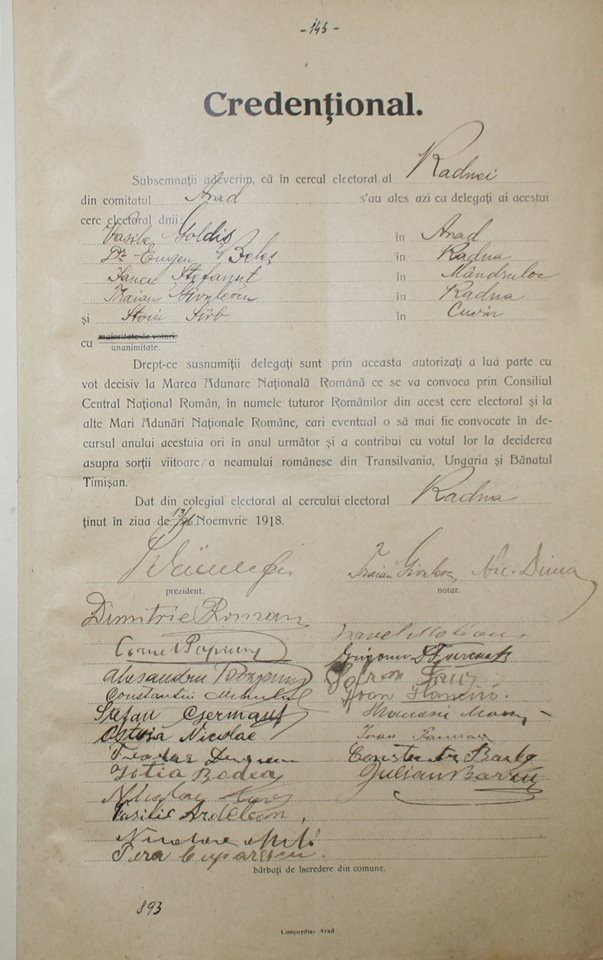
Credențional

Ca deputat în Adunarea Națională din 1 decembrie 1918 a reprezentat al Cercului Cisnădie, din Sibiu
>:p. 16:p. 77